# Burgruine Gurnitz
Die Burgruine Gurnitz ist die Ruine einer Höhenburg auf einem kleinen Berg über der Pfarrkirche Gurnitz in der Gemeinde Ebenthal in Kärnten (Österreich).

## Burg

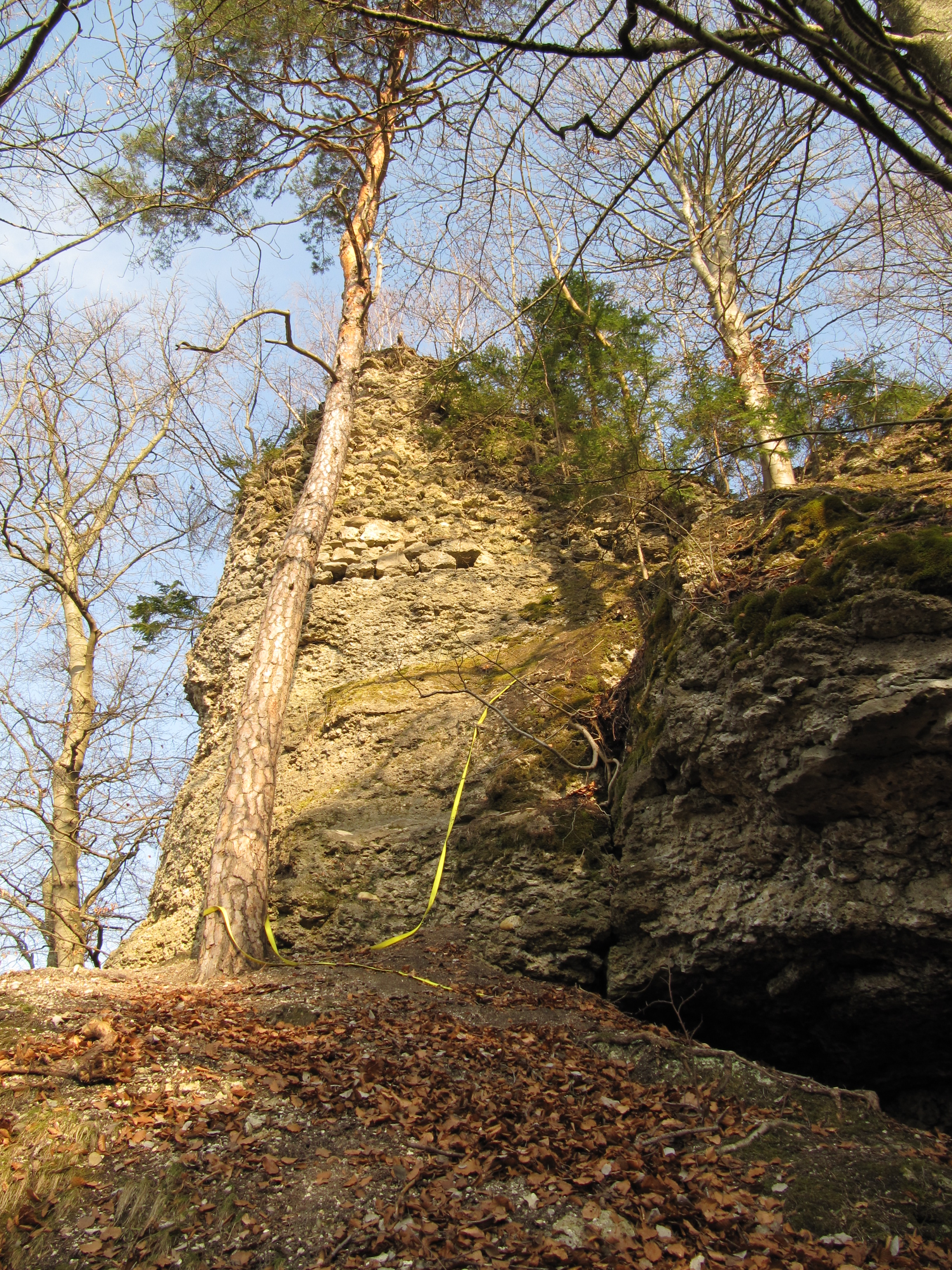
Rest des Westturms und ehemaliger Zugang

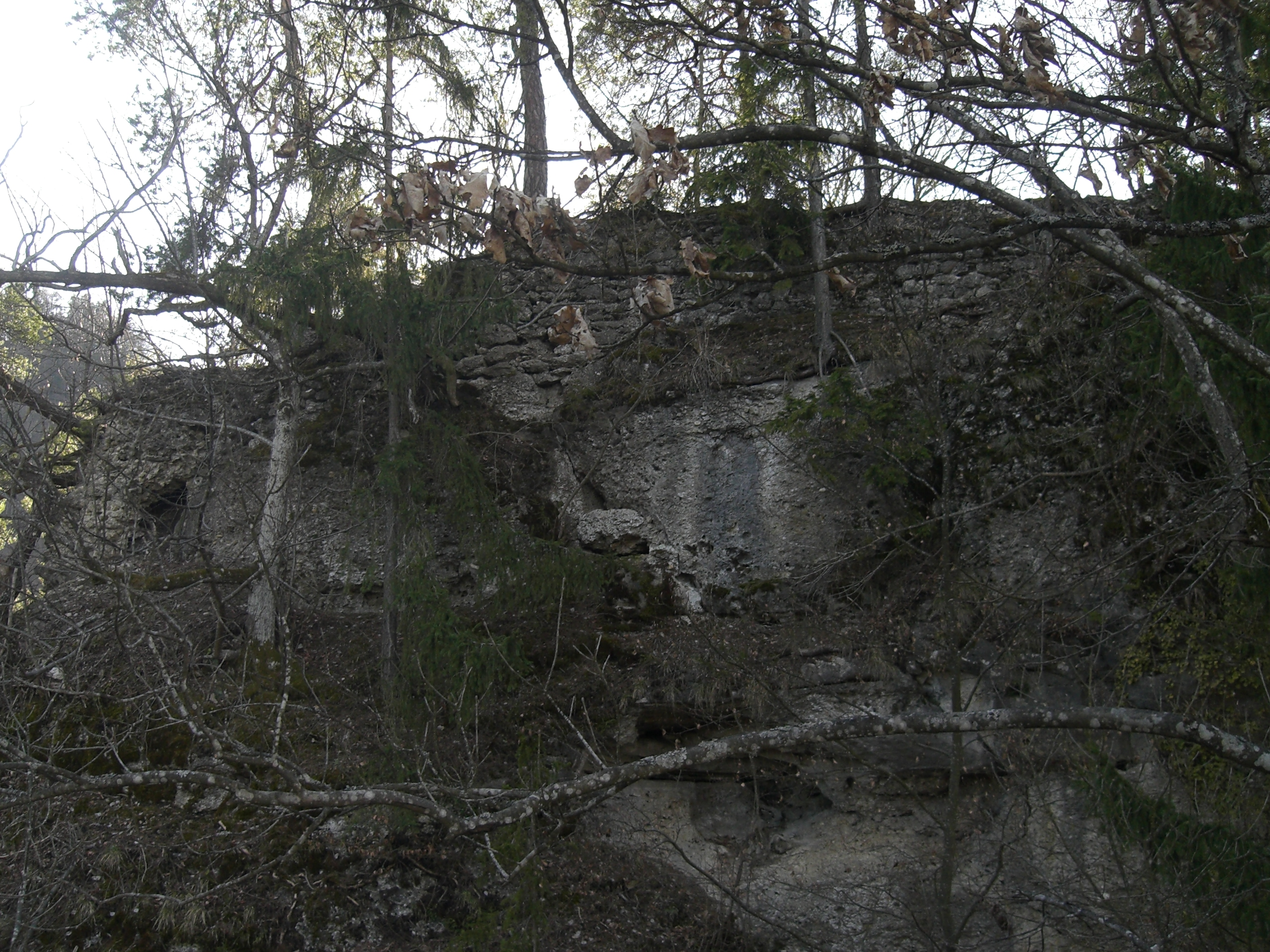
Blick von Außen auf die östliche Ummauerung des Burghofs

Die Anlage liegt auf einem teilweise künstlich abgesteilten Felssporn über der Propstei Gurnitz. Es handelte sich um eine einfach konstruierte romanische Anlage, die aus einem großen rechteckigen Wohngebäude mit Turm an der Westseite und einem ummauerten Burghof bestand.
Wohngebäude und Turm befanden sich an der Südseite mit Blick ins Klagenfurter Becken. Der Zugang zur Burg, zu dem man heute nur kletternd gelangt, erfolgte von Westen Heute sind von der Anlage nur mehr geringe Reste vorhanden.

## Geschichte
Im Jahre 860 wurde das Gebiet, auf dem sich die Burgruine befindet, dem Erzbistum Salzburg geschenkt. Zunächst war es ein Königsgut und erst später, im 11. Jahrhundert, wurde daraus eine Burg. Ab diesem Zeitpunkt trugen die Besitzer den Namen von Gurnitz.
Erstbekundet war Bernhard von Gurnitz im Jahr 1156. Der nächste Besitzer war Heinrich von Gurnitz, der sich aber 1235 in Heinrich von Greifenfels umbenannte (Vgl. Burgruine Greifenfels). Sein Sohn Dietmar von Greifenfels verzichtete im Jahr 1315 auf den Besitz, und so ging die Burg an Konrad von Aufenstein. Als das Geschlecht Auffenstein im Jahre 1395/96 in Folge eines niedergeschlagenen Aufstandes ausstarb, wechselten die Besitzer der Burg Gurnitz ständig und sie wurde in regelmäßigen Abständen verpfändet, so zum Beispiel 1437 an Konrad von Asbach, 1461 an Friedrich von Kastelwarkh, 1481 an Wolfgang Andreas von Graben, 1484 an Niklas von Wildenstein, bis sie schließlich im Jahre 1584 in die Hände von Erasmus von Gera überging. In dieser Familie blieb die Burg Gurnitz bis 1714. Zu dieser Zeit war sie schon sehr verfallen und konnte als Ruine bezeichnet werden.
Der neue Besitzer dieser Burgruine war Johann Peter Graf von Goess. Seine Familie blieb von da an im Besitz der Burg. Ihr tatsächlicher Familiensitz war und ist jedoch das Schloss Ebenthal.
Im Jahr 1825 besuchte der Alpinist Joseph Kyselak im Zuge seiner berühmt gewordenen Wanderung durch Österreich die schon stark verfallene Ruine, die er mit folgenden Worten beschrieb:

„Die drei Viertel Stunden von hier [Ebenthal], östlich auf einem steilen Felsen durcheinander geworfenen Trümmer der uralten Veste Gurnitz, deren Fall die Türken 1473 bezweckten, sind kaum der Besichtigung werth. - Bald wird von dem stolzen Familienschlosse der ruhmvollen Ritter von Auffenstein, deren letzter Friedrich, mit Ende des vierzehnten Jahrhunderts, erniedrigend seinen Stamm, als Empörer im Kerker verblich, alle Spur gewichen seyn, indeß ihre Thaten ewig der Nachwelt fortblühen! Vom Schlosse sieht man die Glan und Glanfurt, nachdem sie gutmüthig die Heimath bewässert, zum weiteren Laufe sich einen, bis sie die Gurk, und diese die habsüchtige Drau verschlingt.“